# Abandon des lampes à incandescence
 (avril 2014).

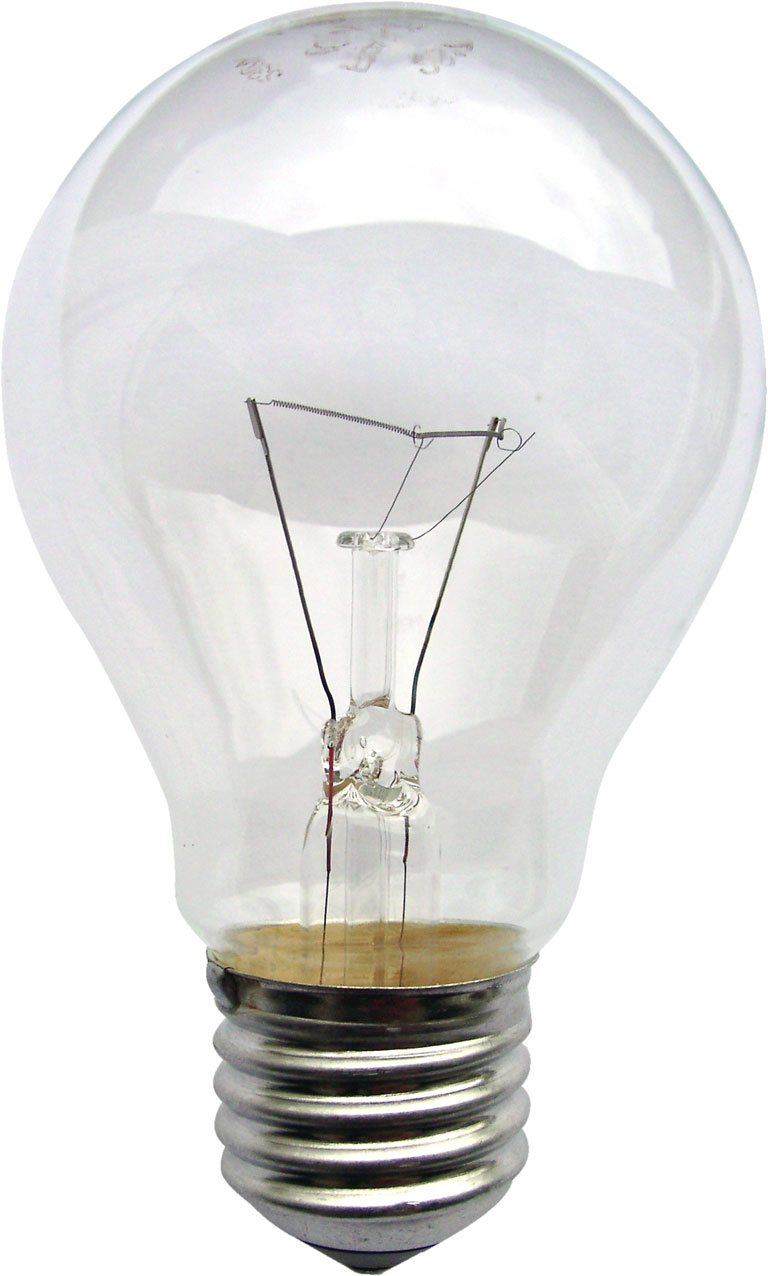
Lampe à incandescence 230/240 V à culot à vis Edison E27 (27 mm)

Différents parlements ont adopté des mesures pour abandonner les lampes à incandescence. Dans certaines juridictions, cela a été fait au travers d'une législation, alors que d'autres pays ont adopté des mesures volontaristes. L'argument avancé pour promouvoir cette mesure est l'amélioration du rendement énergétique en phase de consommation (par opposition aux phases de production et de recyclage). Les technologies d'éclairage alternatives, au meilleur rendement lumineux, comprennent notamment les lampes fluorescentes compactes (LFC) et les lampes à diode électroluminescente. Elles offrent aux industriels des prix et des marges assez intéressantes pour qu’ils soient favorables à la substitution.
La production de lampes classiques a été, comme quantité d’autres produits, largement délocalisée : les pays « développés » n’ont plus d’industrie locale à protéger.[réf. nécessaire] La réduction de la consommation d’énergie est passée au premier plan, pour des raisons économiques (prix croissant de l’énergie) et écologiques (la production d’énergie est une composante majeure au niveau environnemental).
En France, le passage aux lampes basse consommation a permis d'économiser quelque 8 TWh par an, soit 1,5 % de la consommation nationale d'électricité en 2010.[réf. nécessaire]
Selon les régions ou pays, le coût environnemental de la production d'électricité comparé à l'émission de mercure des lampes fluocompactes, reste à étudier, afin de définir s'il présente un bilan environnemental positif. Dans les régions où l'électricité est produite au charbon, par exemple, la lampe fluocompacte peut être intéressante, car sa faible consommation se répercute par une importante diminution d'émissions de polluants (dues à la combustion du charbon). Cependant, dans les régions où l'électricité est produite sans recours aux combustibles fossiles, comme l'hydro-électricité, l'électricité produite par éolienne ou énergie solaire, le bilan peut être négatif : le mercure nécessaire au fonctionnement d'une lampe fluocompacte peut causer plus de pollution que les activités nécessaires à la production électrique requise à son fonctionnement au cours de sa durée de vie. De tels désavantages ne peuvent être compensés que par une action volontaire des consommateurs, qui rapporteraient leurs lampes usagées à un dépôt de recyclage dédié, à défaut de quoi, le mercure se retrouverait libéré dans la nature.

## Évolutions locales

### Amérique

#### Cuba
Cuba a remplacé toutes les ampoules à incandescence par des LFC, et interdit leur vente et importation dès 2005. C'est moins une mesure de protection de l'environnement qu'une mesure d'économie d'énergie. Le gouvernement veut économiser de l'énergie électrique parce que la production à Cuba est chroniquement faible.

#### Venezuela et Argentine
Le Venezuela a interdit les ampoules dès 2005. En Argentine, vendre et importer des ampoules à incandescence est interdit depuis le 31 décembre 2010.

#### Canada
En avril 2007, Dwight Duncan du Ministère de l'énergie de l'Ontario annonce l'intention du gouvernement provincial d'interdire leur vente en 2012.
Le gouvernement provincial de la Nouvelle-Écosse indique en février 2007 qu'il envisage l'abandon de ces ampoules.
Le ministère fédéral de l'environnement John Baird annonce en avril 2007 un plan de l'abandon des ampoules inefficaces à la consommation dès 2012. D'après le ministère, le Canada économisera (en importation ? ou dans son budget ?) entre 3 et 4 milliards de dollars canadiens sur la durée de vie des nouvelles ampoules.
Le règlement sur l'efficacité énergétique est disponible sur le site de Ressources Naturelles Canada. La partie sur les lampes à incandescence reprend de nombreuses réglementations adoptées par les États-Unis. Les lampes exemptées sont entre autres à peu près les mêmes. Les interdictions seront par contre adoptées un peu plus rapidement, et devraient être toutes en vigueur au 1er janvier 2013.

#### États-Unis
George W. Bush, alors président des États-Unis, adopte en 2007 un projet de retrait des lampes à incandescence. Le plan doit être appliqué le 1er janvier 2012. Il inclut l'interdiction de fabrication et d'importation de presque toutes les lampes incandescentes ne répondant pas à une augmentation d'au moins 30 % de leur efficacité, c'est-à-dire atteindre au moins 16 lm/W. Certains produits, comme la gamme de lampes EcoVantage, fabriquée par Philips Lighting, répondait déjà à cette réglementation. General Electric prévoyait aussi lancer une gamme de produits similaires (les HEI ou High Efficiency Incandescent lamps), mais le projet est abandonné 2009.
Le plan de retrait des lampes incandescentes se divise en trois parties.
La première étape concerne les lampes GLS (General Service Lamps), ou lampes de service (ou d'usage) général. La plupart des lampes spécialisées, comme les lampes décoratives, d'électroménager, de couleur, trois intensités et les lampes émettant moins de 310 lumens sont exemptées. Cette première étape se déroule en trois temps :
1. dès le 1er janvier 2012, retrait des lampes de 100 W et des lampes de puissance supérieure émettant moins de 2 500 lumens ;
2. en 2013, retrait des lampes de 60 W ;
3. en 2014, retrait des lampes de 40 W.

La deuxième étape prend place en 2020. Toutes les ampoules incandescentes dans la gamme des 310–2 500 lumens doivent être 30 % plus efficaces. Là encore, les lampes spécialisées, décoratives et celles de moins de 310 lumens ou de plus de 2 500 lumens sont exemptées. Cette loi ne touche que la fabrication et l'importation des lampes. Leur vente et utilisation ne sont nullement interdites, ce qui permet d'écouler les stocks existants.
Les États-Unis décident finalement en avril 2022 de mettre fin à la vente des lampes à incandescence. La décision devient effective le 1er août 2023.

#### Australie
Le gouvernement australien a annoncé le 20 février 2007, l’interdiction de vendre des lampes à filament pour 2010.

### Asie

#### Philippines
En février 2008, le président Gloria Macapagal Arroyo appelle à un abandon des ampoules à incandescence en 2010 en faveur des ampoules à DEL et des ampoules fluorescentes.

### Union européenne
Les États de l'Union européenne (UE) ont approuvé le 8 décembre 2008 l'interdiction progressive des lampes à incandescence à partir du 1er septembre 2009 avec un abandon total en 2012. Le passage à des méthodes d'éclairage moins dépensières en énergie permettrait selon l'UE d'économiser à l'échelle européenne environ 40 TWh, soit 11 millions de ménages européens, et ainsi réduire les émissions de dioxyde de carbone de 15 millions de tonnes par an.
| Date             | puissance |
| ---------------- | --------- |
| 30 juin 2009     | ≥ 100 W   |
| 31 décembre 2009 | ≥ 75 W    |
| 30 juin 2010     | ≥ 60 W    |
| 31 août 2011     | ≥ 40 W    |
| 30 décembre 2012 | ≥ 25 W    |

## Le watt remplacé par le lumen
Avec les lampes à incandescence, il faut une ampoule de 60  à   90 W pour certaines pièces de vie, et pour une veilleuse pour la lecture, des ampoules de 40 W.
L'intensité lumineuse d'une ampoule se mesure en lumens. 
Si les fabricants affichent parfois des équivalences watts/lumens approximatives, les spécialistes estiment l'efficacité lumineuse des ampoules à incandescence entre 12,6  et   17,5 lm/W
.
| Puissance de l'ampoule en watts (W) | Flux lumineux en lumens (lm) | Rendement lumineux en lumens/watt (lm/W) | Rendement lumineux |
| ----------------------------------- | ---------------------------- | ---------------------------------------- | ------------------ |
| 40                                  | 505                          | 12,6                                     | 1,86 %             |
| 60                                  | 870                          | 14.5                                     | 2,13 %             |
| 75                                  | 1190                         | 15.9                                     | 2,33 %             |
| 100                                 | 1750                         | 17.5                                     | 2,6 %              |

## Solutions de remplacement
- lampes fluocompactes,
- lampes halogènes haute efficacité,
- lampes LED.

### Comparatif
| Type :                                   | Lampe Fluo Compacte | Lampe halogène « haute efficacité » | Lampe LED spéciale |
| ---------------------------------------- | --- | --- | --- |
| Principe                                 | Excités par une décharge électrique, des atomes de mercure émettent des rayons ultraviolets. Ils sont convertis en lumière visible lorsqu'ils traversent une poudre fluorescente tapissant les parois du tube. | C'est une lampe à incandescence améliorée : la lumière est produite par l'échauffement d'un filament dans un gaz de la famille des halogènes (iode ou brome par exemple).                                         | Un matériau semi-conducteur traversé par un courant électrique émet une lumière monochromatique. En associant plusieurs semi-conducteurs différents et des composés chimiques luminophores qui convertissent certaines parties de cette lumière en d'autre couleur, l'œil perçoit une lumière blanche. |
| Qualité de lumière                       | À flux lumineux égal, sa lumière diffuse, paraît plus douce que celle d'une lampe à incandescence. Le spectre émis comporte des trous pour certaines longueurs d'onde (entre le bleu et le vert notamment). Les couleurs sont moins vives : l'indice de rendu de couleur (IRC) est d'environ 80, contre 100 pour la lumière du jour. | Brillante, parce qu'elle émane d'une source ponctuelle : le filament. Elle balaie tout le spectre lumineux, du violet au rouge (IRC=100).                                                                         | Très variable, car la qualité du spectre émis dépend entre autres du luminophore utilisé. L'indice de rendu des couleurs des ampoules à diode électro-luminescente varie selon les modèles, de 80 pour les bonnes à 100 pour les meilleures.                                                           |
| Température de couleur                   | De 2 700 (couleur de la lumière du soleil le soir) à 6 500 kelvins (celle du soleil à midi) selon les modèles. | 2 700 kelvins, soit la température de la lumière solaire le soir. Réservée aux lieux où une bonne vision des couleurs est importante.                                                                             | De 2 700 à 6 500 kelvins selon les modèles. |
| Flux lumineux                            | De 150 à 2 500 lumens | De 150 à 2 500 lumens | De 40 à 5 000 lumens |
| Efficacité lumineuse                     | De 45 à 70 lm/W. | Environ 14 lm/W. | De 50 à 100 lm/W. |
| Prix[Où ?]                               | 2-20 € | 2-5 € | 15-50 € |
| Durée de vie annoncée par les fabricants | De 5 à 10 ans (de 5 000 à 10 000 h). La durée de vie est réduite par les interruptions fréquentes. Le flux lumineux baisse de 20 % avec l'usure. | Environ 2 ans (2 000 h) | De 10 à 25 ans (de 10 000 à 25 000 h et même 50 000 h pour certains modèles), mais très dépendant de la qualité de l'électronique de contrôle. |
| Empreinte écologique                     | Doivent être recyclées. | Verre, métal plastique : elle ne contient aucun produit dangereux. Une filière de retraitement a été jugée plus polluante que le produit lui-même[réf. souhaitée], elle se jette donc avec les ordures ménagères. | Même filière de recyclage que le matériel électronique. |
| Risque sanitaire                         | Elles contiennent du mercure, un métal toxique qui impose le retour chez le vendeur en fin de vie pour recyclage. Si la lampe se casse, aérer la pièce 15 minutes et revenir essuyer avec du papier absorbant. Plusieurs études ont montré que les ampoules sont sans risque, dans un usage normal (distance 30 cm), pour les caractéristiques pour lesquelles elles étaient pointées du doigt, mercure, champ électromagnétique, rayons UV[réf. nécessaire]. | Néant. | Le rayonnement bleuté des LED, mal filtré, est agressif pour la rétine, on doit donc éviter de les regarder directement. |
| Vitesse d'allumage                       | De 0,5 s à 2 minutes. | Quelques dixièmes de seconde. | Quelques centièmes de seconde. |

## Critiques
Les inconvénients des ampoules basse consommation sont nombreux et non des moindres. Citons avant tout le mauvais rendu des couleurs, quoique des ampoules de luxe vendues très chères présentent des caractéristiques améliorées mais toujours inférieures à celles des lampes à incandescence. La majorité d'entre elles ne peut pas être utilisée avec un variateur, alors que ce dispositif permet d'ajuster la puissance lumineuse au juste besoin. Il faut également noter leur inadéquation pour l'éclairage de courte durée (une ou deux minutes), par exemple dans les caves, les escaliers, les couloirs, les réfrigérateurs, etc.
De nombreuses critiques se sont élevées contre l'abandon obligatoire des ampoules à incandescence. Ainsi, les ampoules appelées ampoules basse consommation, qui en remplacent la plus grande partie, contiennent un gaz à base de vapeur de mercure, élément toxique. En outre, les émissions électromagnétiques de ces ampoules basse consommation sont beaucoup plus importantes que celles des ampoules à incandescence. Cependant, des scientifiques et médecins spécialistes de l'éclairage ou des champs électriques ont souligné l'absence de fondement ou la faiblesse de l'argumentation développée dans les discours demandant l'interdiction des lampes basse consommation et le retour aux lampes à incandescence,.
Enfin, l'ampleur de l'économie d'énergie est contestée, en particulier pour les régions froides où les gains énergétiques dus à une meilleure efficacité des ampoules seront compensés par une augmentation correspondante du chauffage domestique. Ainsi, au Québec, le passage aux ampoules basse consommation pourrait paradoxalement causer une augmentation des émissions de CO2 de l'ordre de 220 000 tonnes par an. À l'inverse, il est évident que l'utilisation d'ampoules basses consommations dans les locaux climatisés (logements, commerces, ateliers, administrations, etc.) réduit doublement la consommation, puisque, outre le gain d'énergie sur l'éclairage, il y a également un gain sur le système de climatisation qui doit évacuer moins d'énergie thermique du local.

### Fiabilité des étiquettes
Une directive impose que l'emballage de lampes fasse mention des informations suivantes :
- durée de vie ;
- flux lumineux ;
- température de couleur ;
- vitesse d'allumage : délai pour atteindre 60 % du flux d'allumage ;
- quantité de mercure.

Des tests réalisés en France par l'Institut national de la consommation (INC) montrent que la durée de vie des lampes est largement sur-évaluée.
Deux études, réalisées aux Pays-Bas par l'Institut national de métrologie et en France par une collaboration entre le Laboratoire national de métrologie et d'essais, le Centre scientifique et technique du bâtiment et le CEA-Leti, montrent que la qualité des lampes à LEDs varie significativement selon les modèles et que, selon Bernard Duval, délégué général de l'Association française de l'éclairage, « Le marché [serait] pourri par des fabricants opportunistes qui vendent des produits de très mauvaise qualité ».